# ¿Dónde está Elisa? (telenovela colombiana)
¿Dónde está Elisa? es una serie de televisión colombiana producida por Vista Productions, Inc para RCN Televisión en 2012.
Esta protagonizada por Cristina Umaña, Juan Pablo Gamboa y Jorge Enrique Abello, y con las participaciones antagónicas de Anabell Rivero y Lucho Velasco. Cuenta además con la actuación especial de Laura Perico.
La historia está inspirada en la telenovela chilena homónima creada por Pablo Illanes como en casos reales de desaparición, como el de la niña Madeleine McCann, aunque esta historia gira en torno a una joven en vez de una niña pequeña, cuya desaparición en una discoteca la hace muy cercana al asesinato de Jorge Matute Johns.

## Sinopsis
La familia León lo tiene todo: dinero, poder y una importante empresa Constructora. Vicente es el mayor de los León y ejerce no sólo como jefe de la empresa donde trabaja su hermana María Antonia y su cuñado José Pablo, sino como núcleo familia. Todo parecía perfecto hasta que Elisa la mayor de las tres hijas de Vicente y Adelaida desparece en extraña condiciones sin dejar rastro. En ese momento llega el detective Cristóbal Rivas el cual está a cargo del caso y debe resolver el misterio de dónde está Elisa. Una vez que la joven desaparece, comienzan a revelarse los secretos de todos los personajes: comienzan las paranoias, salen a relucir historias del pasado, resurgen temas que antes estaban dados por superados y empiezan las recriminaciones.
Esto permitirá contar con una larga lista de sospechosos del secuestro de Elisa, entre ellos, familiares (tíos, primos e incluso sus padres), compañeros de estudios, extrabajadores de Vicente León y amigos del ambiente fiestero que ella frecuentaba antes de desaparecer.

### Resumen
Vicente León Juan Pablo Gamboa es un hombre de leyes devenido en empresario brillante, carismático, etc. Millonario gracias a sus empresas, cada paso que ha dado en la vida lo ha hecho con seguridad. Gran parte de la felicidad de su matrimonio con Adelaida Cristina Umaña se debe a sus respectivas carreras exitosas, sus estándares de vida, sus proyectos en común, pero muy especialmente a sus tres hijas, Elisa Laura Perico, Cristina y Mariana. Vicente y Adelaida festejan sus 20 años de casados en compañía de su familia y allegados. Más Tarde, Elisa y sus primos, piden permiso para ir a una fiesta en un club local. Adelaida, María Antonia Anabell Rivero y José Pablo Ernesto Benjumea van a la fiesta a recoger a sus hijos, Santiago Jose Daniel Cristancho, Rodrigo Martin Escobar y Alejandra Mónica Pardo dicen que no han visto a Elisa desde hace ya vario rato. Ella no aparece ni contesta su celular. Pasan las horas y Elisa no llama ni regresa a su casa. Dispuestos a todo con tal de encontrar a su hija, los León Jímenez se obsesionan con una investigación donde no hay muchas pistas, sólo el rostro de una joven que de la noche a la mañana desapareció sin dejar huella. Pronto surgen distintas teorías sobre la desaparición. Elisa León, hija de Vicente y Adelaida, fue vista por última vez el día de la fiesta de sus padres cuando toda la familia celebraba en su casa. Esa noche Elisa fue con sus primos a una discoteca y allí desapareció, una de las teorías sobre su desaparición es la cual indica que Elisa no desapareció sino que escapó de sus padres al principio los investigadores pensaban que Elisa se había escapado con algún chico, pero al pasar las horas y no saber nada de ella se dieron cuenta de que algo muy grave le había pasado. En ese momento llega el detective Cristóbal Rivas Jorge Enrique Abello el cual está a cargo del caso y debe resolver el misterio de donde esta Elisa. Una vez que la joven desaparece, comienzan a revelarse los secretos de todos los personajes: comienzan las paranoias, salen a relucir historias del pasado, resurgen temas que antes estaban dados por superados y empiezan las recriminaciones. Acosados por la policía y la prensa, para lograr su gran propósito Vicente y Adelaida deben establecer un plan de acción que a menudo debe actuar fuera de los márgenes de la legalidad. Durante el inicio de la investigación, se manejan en torno a la desaparición de Elisa varias hipótesis. La primera tiene relación con un secuestro planificado. La segunda teoría surge a partir de la evidencia en torno a una relación sexual entre Elisa y su primo Santiago, secreto en el que también podrían estar involucrados sus otros primos, Rodrigo y Alejandra. Una tercera teoría apunta hacia el plano del abuso sexual: alguien se llevó a Elisa quien sabe con qué intenciones de satisfacción personal o comercial. Convertidos en investigadores y, al mismo tiempo, en sospechosos, Vicente y Adelaida lo sacrificarán todo con tal de llegar a la verdad, incluyendo la confianza que se tienen el uno al otro, la estabilidad de su propio matrimonio y todos los valores en los que tanto creyeron. Juntos tendrán que llegar al origen de los hechos, aunque es probable que la verdad sea mil veces más cruda de lo que imaginaban.

### Lo que realmente sucedió
Elisa y Aníbal Lucho Velasco (su tío) tenían un romance, para ellos un amor platónico, y un día planearon escaparse juntos un fin de semana a una cabaña prestada por un amigo de Aníbal, ella le propone continuar escondidos en la cabaña para poder vivir su amor sin que nadie se de cuenta de esto. En la celebración de los 20 años de casados de sus padres, Elisa inicia el plan escapándose y cambiando su apariencia, y así fue como ella misma dio inicio a que todos sus amigos y familiares se hicieran la pregunta de donde estaba. Y mientras sus padres estaban desesperados, ella llama a Aníbal para que la recoja; Aníbal al darse cuenta de que la policía está buscando a Elisa, teme que descubran que él tiene una relación amorosa con su sobrina política, y que el padre de Elisa cancele el proyecto más ambicioso para Aníbal: la construcción de u escenario. Debido al temor que siente, la encierra a la fuerza en la cabaña, convirtiendo la fantasía de amor en un secuestro. María Antonia (la esposa de Aníbal) sospecha con el tiempo que su marido tiene una amante, descubre la cabaña en donde esta la supuesta amante y sin importarle que fuera su sobrina y para liberar a Aníbal (principal sospechoso de las investigaciones, para ese entonces) que le confesó que él era el captor de Elisa, le dispara en el pecho, haciéndola caer por un abismo, dejándola herida de muerte. Cristóbal Rivas, encargado del caso, cumpliendo la promesa que le hizo a Adelaida, encuentra a Elisa herida y la lleva al hospital donde finalmente muere. Luego de esto comienza el juicio contra Aníbal después de encontrar pruebas que lo vinculan directamente. María Antonia hace lo imposible para limpiar la imagen de su marido y su familia. Al final de la novela, María Antonia comienza a trastornarse, ordena asesinar a Isabel Ríos Katherine Escobar (exsecretaria de Vicente León) para incriminarla de la muerte de Elisa, también asesina a Aníbal ya que este pretendía contar la verdad. Y en la familia, Adelaida decidió continuar con su esposo manteniendo vivo el recuerdo de Elisa.

## Final
El último capítulo, transmitido el 2 de septiembre de 2012, se abocó al sentido más realista de la vida, dejando fuera los eternos reencuentros u otros clichés de los finales más típicos.
María Antonia León no logró sus objetivos, escapó a la cabaña donde su marido Aníbal había escondido a Elisa, por el momento se encontraba prófuga de la justicia. El detective Rivas no descansó hasta encontrarla y fue a buscarla al refugio dónde la mujer intentó matarlo pero este logró detenerla con dos disparos en su pecho, haciéndola caer por el abismo que cayó Elisa en las mismas condiciones. Por otro lado, Adelaida prefirió continuar su vida junto a su marido Vicente, dejando atrás las pasiones vividas con el detective Rivas. La telenovela finalizó con el detective Rivas continuando con su rutina en el CASE, mientras la familia León celebrara un brindis por la unión de su familia.

## Elenco
- Cristina Umaña: Adelaida Jiménez Peralta de León
- Juan Pablo Gamboa: Vicente León Castejón
- Jorge Enrique Abello: Cristóbal Rivas
- Anabell Rivero: María Antonia León Castejón de Casas
- Laura Perico: Elisa León Jiménez
- Lucho Velasco: Anibal Casas Duarte
- Mónica Pardo: Alejandra Casas León
- Martin Escobar: Rodrigo Casas León
- Ernesto Benjumea: Jose Pablo Álvarez
- Ángela Vergara: Olivia León Castejón de Álvarez
- Jose Daniel Cristancho: Santiago Álvarez León
- Greeicy Rendón: Marcela "amiga de Elisa"
- Carolina Sabino: Amanda Cruz
- Roberto Cano: (Briceño)
- Caterin Escobar: Isabel Rios
- Jacques Toukhmanian: Nicolás del Valle
- Pedro Falla: Ricardo De la Fuente
- Álvaro Rodríguez: Salazar
- Adriana López: Fiscal Adriana Muñoz
- Carlos Vergara Montiel: periodista.

## Premios

### Premios India Catalina de la Televisión
| Año  | Categoría                                                                       | Receptor                     | Resultado |
| ---- | ------------------------------------------------------------------------------- | ---------------------------- | --------- |
| 2013 | Mejor Serie o Miniserie                                                         | Mejor Serie o Miniserie      | Nominados |
| 2013 | Mejor Director de Serie o Miniserie                                             | Rodrigo Triana Daniel Moure  | Nominados |
| 2013 | Mejor Adaptación de Obra Literaria o Libreto para Telenovela, Serie o Miniserie | Ana María Parra Juliana Lema | Nominados |
| 2013 | Mejor Actriz Protagónica de Serie o Miniserie                                   | Cristina Umaña               | Nominados |
| 2013 | Mejor Actor Protagónico de Serie o Miniserie                                    | Jorge Enrique Abello         | Nominados |
| 2013 | Mejor Actriz de Reparto de Serie o Miniserie                                    | Angela Vergara               | Nominados |
| 2013 | Mejor Actriz de Reparto de Serie o Miniserie                                    | Carolina Sabino              | Nominados |
| 2013 | Mejor Actor de Reparto de Serie o Miniserie                                     | Ernesto Benjumea             | Nominados |
| 2013 | Mejor Actriz Antagónica de Telenovela, Serie o Miniserie                        | Anabell Rivero               | Nominados |
| 2013 | Mejor Actor Antagónico de Telenovela, Serie o Miniserie                         | Luis Velasco                 | Nominados |
| 2013 | Mejor Fotografía de Serie o Miniserie                                           | Raúl Granada                 | Nominados |
| 2013 | Mejor Arte de Serie o Miniserie                                                 | Angélica Perea               | Nominados |
| 2013 | Mejor Edición de Serie o Miniserie                                              | Gabriel González             | Nominados |
| 2013 | Mejor Banda Sonora de Serie o Miniserie                                         | Nathalie Gampert             | Nominados |

### Premios TvyNovelas
| Año  | Categoría                                     | Receptor          | Resultado |
| ---- | --------------------------------------------- | ----------------- | --------- |
| 2013 | Novela Favorita                               | Novela Favorita   | Nominado  |
| 2013 | Protagonista Femenina Favorita de Telenovela  | Cristina Umaña    | Nominado  |
| 2013 | Protagonista Femenina Favorita de Telenovela  | Laura Perico      | Nominado  |
| 2013 | Protagonista Masculino Favorito de Telenovela | Juan Pablo Gamboa | Nominado  |
| 2013 | Villana Favorita de Telenovela                | Anabell Rivero    | Nominado  |
| 2013 | Villano Favorito de Telenovela                | Luis Velasco      | Nominado  |
| 2013 | Actriz de Reparto Favorita de Telenovela      | Carolina Sabino   | Nominado  |
| 2013 | Tema Musical Favorito de Telenovela o Serie   | Nathalie Gampert  | Nominado  |

| Predecesor: La Mariposa | RCN Televisión 12 de marzo de 2012 - | Sucesor: Corazones Blindados |

## Versiones
- ¿Dónde está Elisa? (versión original de 2009), una producción de TVN, fue protagonizada por Sigrid Alegría, Francisco Melo y Álvaro Rudolphy, con la participación antagónica de Paola Volpato y Francisco Reyes.
- ¿Dónde está Elisa? (2010), una producción de Telemundo, fue protagonizada por Sonya Smith, Gabriel Porras y Jorge Luis Pila, con la participación antagónica de Catherine Siachoque y Roberto Mateos.
- Kızım Nerede? Producción turca de Medyavizyon y transmitida por ATV en 2010 que fue protagonizada por Ece Uslu, Hüseyin Avni Danyal y Burak Hakkı.
- Nasaan Ka Elisa? Producción filipina de ABS-CBN emitida desde el 12 de septiembre de 2011 hasta el 13 de enero de 2012 protagonizada por Agot Isidro, Albert Martínez, Joem Bascon, Viña Morales, Eric Fructuoso y Melissa Ricks. A nivel internacional fue retransmitida por The Filipino Channel.
- Kŭde e Magi? (en cirílico: Къде е Маги?) Versión búlgara emitida en BTV entre 2012 y 2013 que fue protagonizada por Georgi Staykov, Sofia Kuseva-Cherneva, Paraskeva Jukelova, Atanas Srebrev, Ivan Barnev, Margita Gosheva, Vladimir Luzkanov.
- Laut Aao Trisha (en hindi: लौट आओ तृषा) Producción india emitida por Life OK desde el 21 de julio de 2014 hasta el 24 de abril de 2015. Fue protagonizada por Nalini Negi, Sumeet Vyas y Gurpreet Bedi. Obtuvo altos índices de audiencia.
- Secreto de familia (en hangul: 가족의 비밀) Adaptación surcoreana escrita por Lee Do-hyun, producida por Group 8 y emitida por la señal de suscripción tvN desde el 27 de octubre de 2014 hasta el 30 de abril de 2015. Fue protagonizada por Shin Eun-kyung, Kim Seung-soo, Cha Hwa-yeon y Ryu Tae-joon.
- Onde Está Elisa? Versión portuguesa de Plural Entertainment para Televisão Independente emitida desde el 17 de septiembre de 2018 hasta el 20 de marzo de 2020 en tres temporadas. Fue protagonizada por Heidi Berger, Ana Cristina de Oliveira y António Pedro Cerdeira.
- Buscando a Frida Nueva versión estadounidense producida por Telemundo Global Studios emitida a finales de 2020 y principios de 2021. Es protagonizada por Eduardo Santamarina, Ximena Herrera, Arap Bethke y Victoria White.